# Dezernat
Dezernat (von lat. decernere: entscheiden) ist in Deutschland die Bezeichnung für ein Organisationselement auf einer bestimmten hierarchischen Ebene in der Aufbauorganisation einer öffentlichen Verwaltung mit einer bestimmten sachlichen Zuständigkeit.

## Bundesverwaltung
In der Bundesverwaltung können Dezernate in den Mittel- und Ortsbehörden eingerichtet sein. Sie entsprechen den Referaten in den obersten und oberen Bundesbehörden. Dezernate sind meist die unterste Organisationseinheit in der Bundesverwaltung, sie können aber auch in Sachgebiete gegliedert sein. Dezernate werden von einem Dezernatsleiter geführt. Angehörige des höheren Dienstes in einem Dezernat werden als Dezernenten bezeichnet. Sie entsprechen den Referenten in den obersten und oberen Bundesbehörden. Die Dezernatsangehörigen des gehobenen Dienstes werden als Sachbearbeiter und die des mittleren Dienstes als Bürosachbearbeiter bezeichnet. Mehrere Dezernate können eine Dezernatsgruppe bilden oder unterstehen direkt einer Abteilung.

## Landesverwaltung
Dezernate können bei einer größeren Behörde wie der Bezirksregierung die unterste Entscheidungsebene darstellen und unterstehen jeweils einem Beamten des höheren Dienstes als Dezernatsleiter. Mehrere Dezernate sind in diesem Fall in Abteilungen zusammengefasst. Anstelle von Dezernat wird besonders bei Ministerien auch der Begriff Referat für diese Entscheidungsebene verwendet.

## Kommunalverwaltung
Bei Stadtverwaltungen und Kreisverwaltungen hingegen sind die Dezernate vielfach die höchste Hierarchieebene, die von den demokratisch gewählten hauptamtlichen Beamten (Bürgermeister, Stadtrat, Landrat, Kreisbeigeordneter) als Dezernenten geleitet werden. Dem Dezernat sind mehrere kommunale Ämter oder Fachbereiche untergeordnet. Je nach Hierarchieebene kann ein Dezernat von wenigen Sachbearbeitern bis zu mehreren hundert Personen umfassen.